# Lezéville
Lezéville ist eine französische Gemeinde mit 108 Einwohnern (Stand: 1. Januar 2022) im Département Haute-Marne in der Region Grand Est. Die Gemeinde gehört zum Arrondissement Saint-Dizier  und zum Kanton Poissons. Ihre Einwohner werden Lezévillois genannt.

## Geografie
Lezéville liegt etwa 30 Kilometer südsüdöstlich von Saint-Dizier. Der Saulx durchquert im Nordwesten die Gemeinde. Umgeben wird Lezéville von den Nachbargemeinden Gillaumé im Norden und Nordwesten, Cirfontaines-en-Ornois im Norden, Chassey-Beaupré im Nordosten, Dainville-Bertheléville im Osten, Grand im Südosten, Germay im Süden, Thonnance-les-Moulins im Westen und Südwesten sowie Échenay im Nordwesten.

## Bevölkerungsentwicklung
| Jahr                       | 1962 | 1968 | 1975 | 1982 | 1990 | 1999 | 2006 | 2018 |
| -------------------------- | ---- | ---- | ---- | ---- | ---- | ---- | ---- | ---- |
| Einwohner                  | 83   | 85   | 194  | 162  | 127  | 107  | 115  | 122  |
| Quellen: Cassini und INSEE |      |      |      |      |      |      |      |      |

## Wappen
Wappenbeschreibung: Blau mit goldenem Schildhaupt im Zahnschnitt.